# Tertial
Ett tertial är en tredjedels år, alltså fyra månader. Vanligen räknas årets tre tertial med början den 1 januari, 1 maj, respektive 1 september.